# کیتانا
کیتانا یا پرنسس کیتانا (به انگلیسی: Kitana) یکی از شخصیت‌های ساختگی مجموعه بازی ویدئویی مورتال کامبت است که از نسخه مورتال کامبت ۲ در سال ۱۹۹۳ به عنوان یک شخصیت جدید وارد این مجموعه گردید. کیتانا دارای جامه آبی رنگ و نقابی بر صورت است که برای ضربه زدن از بادزنش که دارای تیغه‌های فلزی برنده‌ای است استفاده می‌کند. او در بیشتر نسخه‌های بازی حضور داشته‌است و همین مسئله او را به یکی از پرطرفدارترین شخصیت‌های مورتال کامبت تبدیل کرده‌است.
کیتانا خواهر میلینیا 
بر اساس داستان بازی کیتانا شاهدخت سرزمین افسانه‌ای ادنیا، دوست قدیمی جید، خواهر دوقلو و ناتنی میلینا، دختر سیندل و دخترخوانده شائو کان می‌باشد.